# Hypoponera transvaalensis
Hypoponera transvaalensis är en myrart som först beskrevs av Arnold 1947.  Hypoponera transvaalensis ingår i släktet Hypoponera och familjen myror. Inga underarter finns listade i Catalogue of Life.

## Bildgalleri

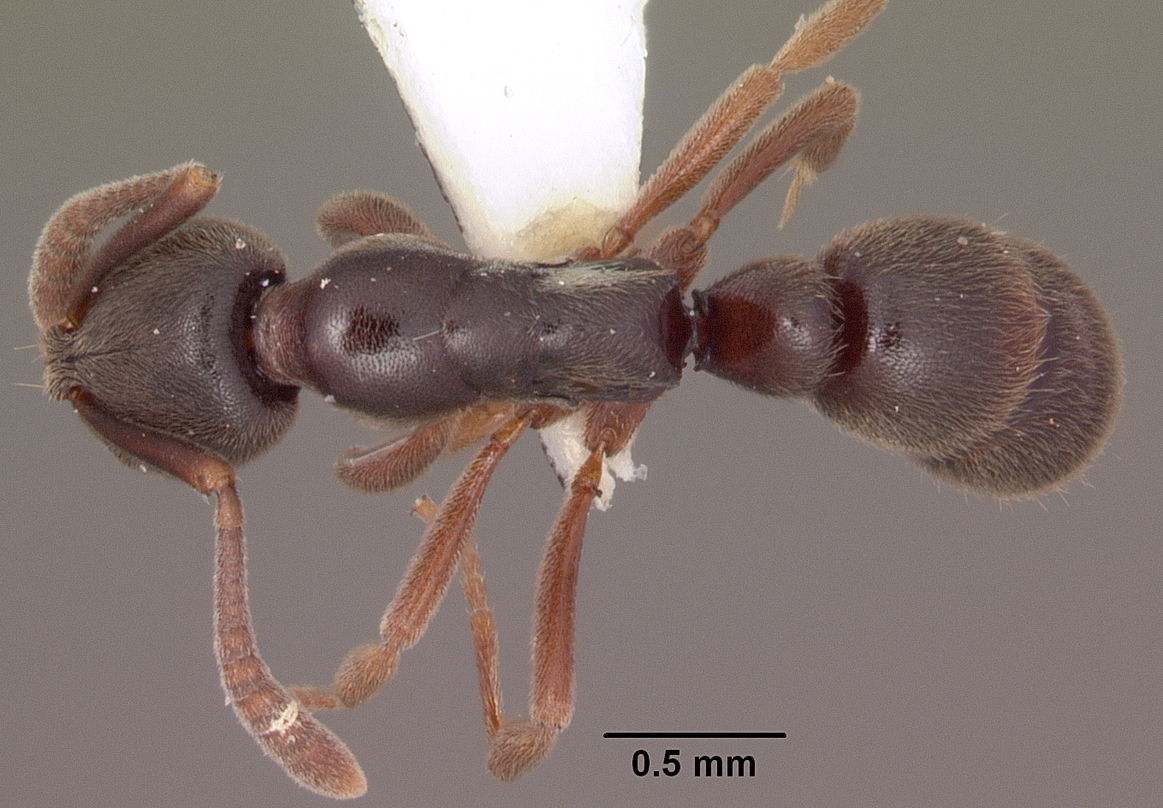
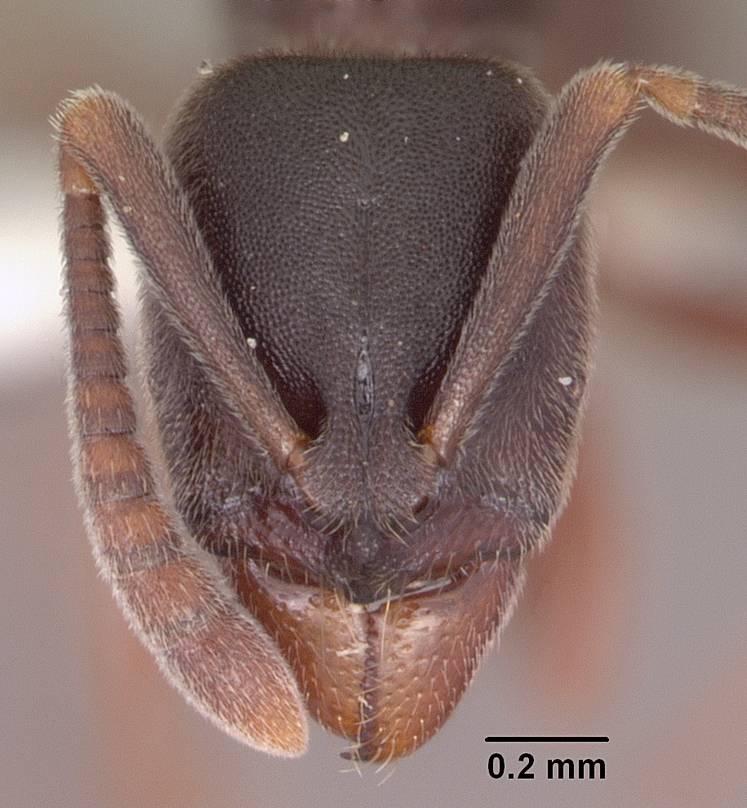
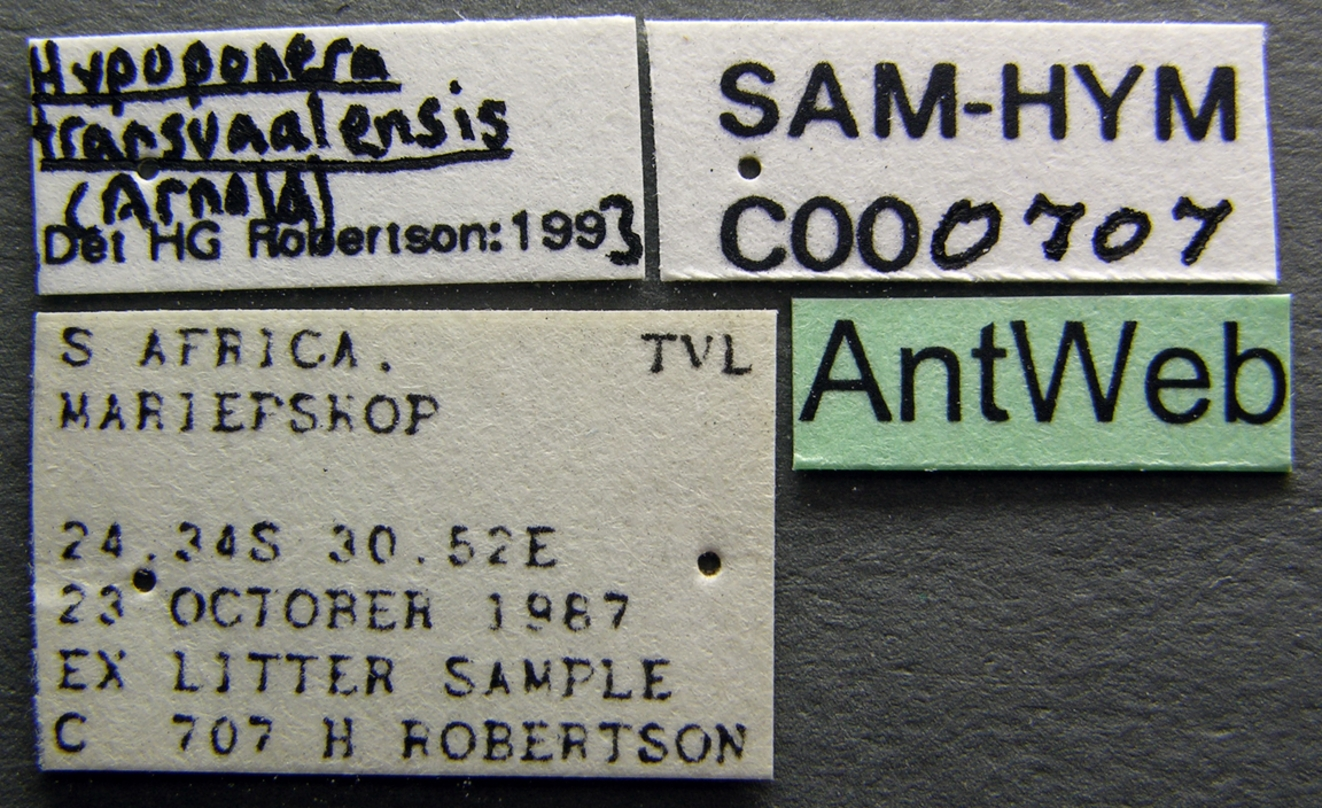
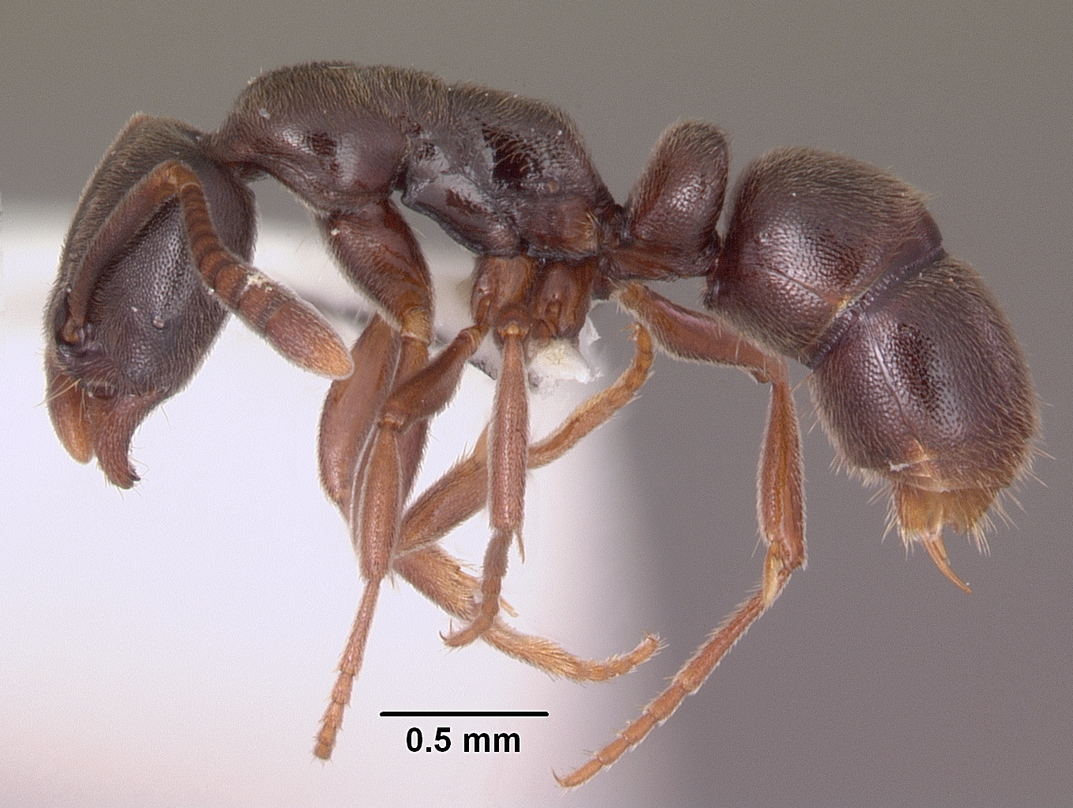